# دربند (مقاطعة ديواندرة)
دربند (بالفارسية: دربند) هي قرية تقع في منطقة مركزية ريفية في إيران. يقدر عدد سكانها بـ 1,107 نسمة .